# Бредшоу (Небраска)
Бредшоу (англ. Bradshaw) — селище (англ. village) в США, в окрузі Йорк штату Небраска. Населення — 273 особи (2010).

## Географія
Бредшоу розташований за координатами 40°53′1″ пн. ш. 97°44′49″ зх. д. / 40.88361° пн. ш. 97.74694° зх. д. (40.883491, -97.747047).  За даними Бюро перепису населення США в 2010 році селище мало площу 0,86 км², уся площа — суходіл.

## Демографія
Згідно з переписом 2010 року, у селищі мешкали 273 особи в 119 домогосподарствах у складі 84 родин. Густота населення становила 317 осіб/км².  Було 143 помешкання (166/км²).
Расовий склад населення:
| - 95,2 % — білих - 1,5 % — корінних американців - 0,4 % — азіатів |

До двох чи більше рас належало 2,2 %. Частка іспаномовних становила 5,5 % від усіх жителів.
За віковим діапазоном населення розподілялося таким чином: 23,1 % — особи молодші 18 років, 57,9 % — особи у віці 18—64 років, 19,0 % — особи у віці 65 років та старші. Медіана віку мешканця становила 42,8 року. На 100 осіб жіночої статі у селищі припадало 97,8 чоловіків;  на 100 жінок у віці від 18 років та старших — 101,9 чоловіків також старших 18 років.
Середній дохід на одне домашнє господарство  становив 58 718 доларів США (медіана — 48 750), а середній дохід на одну сім'ю — 66 331 долар (медіана — 54 500). За межею бідності перебувало 4,6 % осіб, у тому числі 3,1 % дітей у віці до 18 років та 3,6 % осіб у віці 65 років та старших.
Цивільне працевлаштоване населення становило 151 осіб. Основні галузі зайнятості: виробництво — 15,9 %, освіта, охорона здоров'я та соціальна допомога — 13,9 %, роздрібна торгівля — 11,3 %, публічна адміністрація — 9,3 %.